# توني ميرفي
توني ميرفي (15 أبريل 1957 في الولايات المتحدة - ) (بالإنجليزية: Tony Murphy)‏ هو مدرب كرة سلة ولاعب كرة سلة أمريكي في مركز مدافع مسدد الهدف.

## وصلات خارجية
- توني ميرفي على موقع سبورتس رفرنس (الإنجليزية)
- توني ميرفي على موقع كلية كرة السلة في سبورتس رفرنس.كوم (الإنجليزية)
- توني ميرفي على موقع ريلجم (الإنجليزية)